# Castell de Ribelles
El castell de Ribelles està situat dalt d'un turó al costat de l'actual poble de Ribelles, al municipi de Vilanova de l'Aguda (Noguera). Declarat bé cultural d'interès nacional, formava part de la línia de fortificacions que s'estenia al llarg de la riba dreta del Llobregós.

## Història
L'antiga baronia de Ribelles comprenia els llocs de Ribelles, l'Alzina, Guardiola i Vilalta. El seu nom va lligat al llinatge dels barons de Ribelles, personatges àmpliament documentats a partir del segle xi, i que tenen un paper rellevant en la política de conquesta i repoblació que porten a terme els comtes d'Urgell, com també en altres empreses polític-militars de més abast portades a terme pels comtes-reis. Tot i el seu probable origen islàmic, una de les primeres mencions documentals de la fortalesa de Ribelles és datada entre els anys 1042 i 1075, quan el vescomte Miró d'Urgell pronuncia una sentencia sobre el plet entre el bisbe Guillem d'Urgell i Ramon de Ribelles, en relació al límit dels termes entre els castells de Guissona i Ribelles. L'any 1047, la fortalesa de Ribelles, juntament amb la de la Figuera de l'Aguda, apareixen com a afrontació oriental del castell de l'Aguda. El  1067, hi ha notícia que Ramon i la seva muller Guilla vengueren al monestir de Sant Serni de Tavèrnoles un alou situat al terme del castell de Ribelles, en un lloc dit el Pujol. Sembla que els primers Ribelles, Gombau I i Ramon I, documentats al llarg del segle xi, eren vassalls dels comtes de Cerdanya pels castells de Castellnou d'Oluja, la Manresana, Brufaganyes i de les Olujes. Posteriorment, Ponç I i Gombau III de Ribelles, descendents dels anteriors, El 1149 participaren en la conquesta de Lleida com a magnats del comte Ermengol VI d'Urgell, i en reberen propietats. El mateix Gombau III signà com a testimoni en la carta de poblament que els comtes atorgaren a aquesta ciutat, i també apareix el 1166 en l'acta de fundació del monestir de Santa Maria de Bellpuig de les Avellanes. Poc després, el 1174, juntament amb la seva esposa Marquesa de Cabrera, senyora d'Artesa de Segre, Montsonís, Foradada i les Ventoses, figura signant la carta de poblament que els comtes d'Urgell, Ermengol VII i Dolça, concediren als habitants de Balaguer; al costat de les seves signatures també consten les firmes d'alguns membres de llinatges com els Anglesola, els Concabella i els Torroja, nissagues que tingueren també un paper destacat en la conquesta feudal d'alguns sectors de les terres ponentines de Catalunya.
El llinatge dels Ribelles anà prenent cada cop més importància, i alguns dels seus membres al segle xiii serviren a Jaume I en la conquesta del País Valencià, on s'originà una altra branca; també se'n troben, en aquesta mateixa centúria, participant en les lluites dels Cabrera contra els comtes d'Urgell i en la conquesta de Sicília.
Al principi del segle xv, una branca d'aquesta nissaga s'establí a Sardenya. En aquest mateix moment, la gran família dels Ribelles, que senyoreja diferents castells d'Urgell, el Solsonès, la Segarra i la Conca de Tremp, s'havia ja desvinculat de la baronia originària de Ribelles. Entre el 1404 i el 1416 apareix com a senyor de Ribelles el convent de Santa Clara de Balaguer, que nomenava de batlles del lloc, i que potser tenia el domini del terme per a un empenyorament o una venda a carta de gràcia. Tanmateix, el 1418 Ramon Ponç de Ribelles va vendre la baronia al seu cosí segon Gispert de Ponts, senyor de Tàrrega.
Posteriorment, el 1671, Pere de Ponts i de Guimerà vengué la baronia a Francesc de Montserrat, primer marques de Tamarit. Aquesta venda que fou pledejada per la seva neboda Maria Teresa de Ponts i de Ros, que guanyà el plet el 1702. Tot i això, la baronia retornà aviat als marquesos de Tamarit, que la vengueren als Duran i aquests, vers el 1871, a Josep de Bofarull i Rafart, a qui fou reconeguda com a títol del regne el 1872 pel rei Amadeu I. Després, la baronia passà als Llabrés, residents a Palma, els quals feren restaurar el castell. La propietat es manté encara en mans dels barons de Llabrés.
Una de les primers notícies de l'església parroquial data del 1141, quan el bisbe d'Urgell Pere donà a la canònica de Santa Maria de la Seu l'ecclesiam de Ribellas amb totes les seves pertinences i amb les esglésies que en depenien. El control de les rendes de la parròquia de Ribelles degué crear conflictes entre els senyors del castell i l'església urgellenca. Aquesta situació queda testimoniada per una convinença feta el 6 de juny del 1187 entre I'església d'Urgell i Gombau de Ribe))es, la seva muller Marquesa i els seus fills Ramon i Gombau, sota la mediació de l'arquebisbe de Tarragona, Berenguer de Vilademuls, referent a la meitat del delme de Montferrer i d'altres llocs, entre ells l'església de Santa Maria de Ribelles. Per aquest acord, la canònica d'Urgell rebé I'església de Ribelles, tenint-la en el futur permanentment liberam et absolutam sense que ningú li pogués imposar cap exacció ni gravamen. En el mateix pacte, els Ribelles reberen del bisbe Arnau d'Urgell la quantitat de cent morabatins.
Als segles següents, l'església de Ribelles és esmentada sovint entre les parròquies del bisbat d'Urgell, tal com consta en les dècimes del 1279 i el 1280, i en la del 1391. Aquest darrer any era rector de Ribelles Guillem de Castellar, que al hora era beneficiat de Sanaüja.

## Descripció

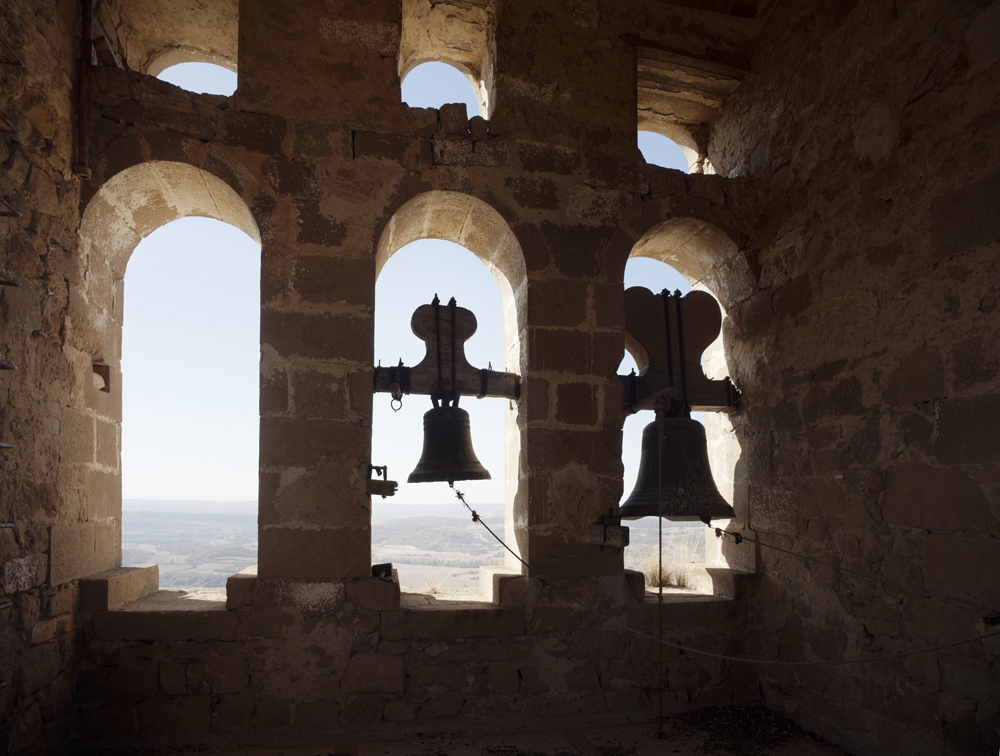
Interior de la torre d'homenatge del castell

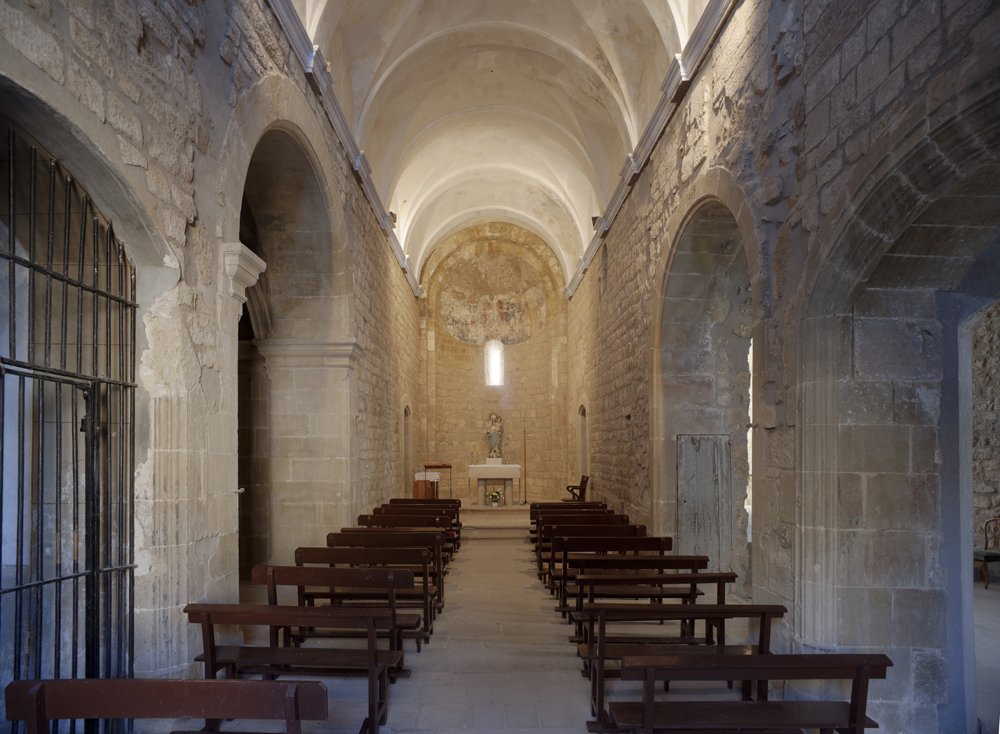
Interior de l'església romànica

Es tracta d'un conjunt d'edificacions que ocupen un ampli espai, les quals abasten un ampli ventall cronològic, des del segle x fins al xx. Els elements més antics són una torre de planta quadrada, a la qual s'adossà l'església romànica de Santa Maria de Ribelles.
Els costats de la torre tenen a l'interior una longitud de 515 cm. Tot i que exteriorment no sigui gaire evident, cal distingir tres etapes en la construcció d'aquest edifici. La part inferior, fins als 9 m d'alçada, està bastida amb grans carreus a l'exterior -d'uns 60 x 35 cm-, ben escairats i arrenglerats, mentre que a la cara interior hi ha un encofrat. El gruix del mur és de 175 cm. En aquest nivell, a l'angle nord-est, s'hi observen dues espitlleres, possiblement obertes modernament, mentre que s'insinua l'existència d'una altra a la cara nord, avui tapada. Dels 9 als 13 m d'alçada les parets de la torre esdevenen menys gruixudes per la part interior (165 cm). En aquest moment constructiu els carreus són grossos i escairats, visibles també des de la cara interna. A la paret oest, a uns 11 m d'alçada, s'obre una porta de 120 cm de llum acabada en arc de mig punt. A l'interior d'aquesta porta n'hi ha una altra de només 80 cm d'amplada, tapiada. Per sobre dels 13 m trobem una ampliació tardana que transformà la torre en campanar. Es tracta d'una estructura de planta quadrangular, més estreta que la resta de la torre. El seu parament és de carreus ben tallats col·locats en filades regulars amb tres obertures per campanes a la façana sud i una finestra a cadascuna de les altres cares. Ja en el pas del segle xix al XX, es feu una reforma global del castell que en comportà, de fet, la reedificació, fins al punt que es pot parlar d'una invenció neoromànica, formalitzada a través dels models d'una arquitectura medievalista, vinculada especialment a la difusió i noves valoracions dels esquemes romànics.
En línies generals, per la planta i l'aparell constructiu, segurament la fase inicial de la torre pot ser considerada anterior a l'any 1000. La fase següent, dels 9 als 13 m, podria ser datada a l'entorn del segle xii. Aquest torre, en època medieval, possiblement fou ampliada amb altres dependències castrals que haurien desaparegut en època moderna. En el segle xvii, al capdamunt de la torre, s'hi bastiren les estructures que avui la coronen, reconvertint-la en campanar. Finalment, entre el segle xix i xx s'edificaren els edificis que actualment formen el conjunt del castell, avui en estat ruïnós.
L'església de Santa Maria de Ribelles es troba adossada a la torre del castell. La seva estructura és d'una sola nau, coberta amb voltes de quatre punts, que substitueixen el sostre original resolt amb volta de canó, de l'arrencada de la qual queden alguns vestigis. La nau és capçada a llevant per un absis semicircular, obert mitjançant un estret arc presbiteral. La porta, que no correspon a l'obra original, s'obre a la façana de ponent, i a la façana sud hi ha dues finestres de doble esqueixada, com la del centre de l'absis. A la façana de ponent hi ha una quarta finestra, molt transformada.
L'element més destacat, especialment després de la restauració, és la façana de l'absis on, sota un ràfec de formigó, es desenvolupa una decoració de tipus llombard, formada per arcuacions en sèries de dues entre lesenes, que arrenquen d'una alta socolada que reposa sobre un primer sòcol, adaptat a la roca.
Els paraments són formats per carreuons ben escairats, disposats molt ordenadament en filades uniformes, que posen en evidencia que és una obra del segle xi, plenament integrada a les formes arquitectòniques i constructives de l'arquitectura llombarda.
Com a resultat de les obres realitzades a començaments de segle xx, aquestes construccions formen un conjunt integrat pel castell, el cementiri i l'església. En el seu absis i mentre s'efectuaven obres de rehabilitació, es van descobrir part d'unes pintures que podrien datar-se del segle xiv.